# Laura Chiatti
 (septembre 2023).
Si vous disposez d'ouvrages ou d'articles de référence ou si vous connaissez des sites web de qualité traitant du thème abordé ici, merci de compléter l'article en donnant les références utiles à sa vérifiabilité et en les liant à la section « Notes et références ».
Laura Chiatti (née le 15 juillet 1982 à Castiglione del Lago, dans la province de Pérouse, en Ombrie) est une actrice italienne.

## Biographie
Née d'un père ouvrier métallurgiste et d'une mère employée dans une boutique de vêtements à Pérouse, Laura Chiatti a eu une enfance modeste. À onze ans, elle commence à prendre des cours de chant et à quatorze ans elle se présente à un concours. Lors de celui-ci, elle se fait remarquer pour la régularité et la finesse de ses traits. C'est ainsi qu'elle est invitée à participer à un concours de beauté.
À partir de là, on commence à lui proposer des rôles, notamment dans le feuilleton télévisé Une place au soleil (Un posto al sole) et quelques autres apparitions. Elle acquiert une  notoriété grâce à une publicité du café Lavazza.
Elle se voit proposer le rôle phare de J'ai envie de toi (Ho voglia di te), film culte des ados italiens. Puis dans L'Ami de la famille de Paolo Sorrentino (sorti le 2 mai 2007 en France), ou encore A casa nostra de Francesca Comencini.
En 2005, elle est élue meilleur jeune espoir féminin au Giffoni Film Festival.
En 2010, elle participe au doublage italien du personnage principal dans le film Raiponce.

## Filmographie
- 1998 : Laura non c'è : Stefania
- 1999 : Vacanze sulla neve : Francesca
- 1999 : Pazzo d'amore
- 2000 : Via del corso
- 2002 : Padri (TV)
- 2004 : Incantesimo 7 (série TV)
- 2005 : Passo a due : Francesca
- 2005 : Mai + come prima : Giulia
- 2006 : L'Ami de la famille (L'amico di famiglia) : Rosalba De Luca
- 2006 : A casa nostra : Elodie
- 2007 : Ho voglia di te : Gin
- 2008 : Rino Gaetano - Ma il cielo è sempre più blu (TV) : Chiara
- 2008 : Il mattino ha l'oro in bocca : Cristiana
- 2009 : Iago : Desdemona
- 2009 : Il caso dell'infedele Klara : Klara
- 2009 : Gli amici del bar Margherita : Marcella
- 2009 : Baarìa : Student
- 2009 : Io, loro e Lara : Lara
- 2010 : Raiponce: Raiponce (voix)
- 2011 : L'amour a ses raisons (Manuale d'amore 3) de Giovanni Veronesi : Micol
- 2012 : Romanzo di una strage de Marco Tullio Giordana
- 2012 : Il peggior Natale della mia vita de Alessandro Genovesi
- 2013 : Il volto di un'altra de Pappi Corsicato
- 2014 : Pane e burlesque de Manuela Tempesta
- 2015 : Io che amo solo te de Marco Ponti
- 2015 : Il professor Cenerentolo de Leonardo Pieraccioni
- 2016 : La cena di Natale de Marco Ponti
- 2019 : Un'avventura de Marco Danieli
- 2020 : Gli infedeli de Stefano Mordini
- 2021 : Addio al nubilato de Francesco Apolloni
- 2022 : Ero in guerra ma non lo sapevo de Fabio Resinaro
- 2023 : La caccia de Marco Bocci